# Lettonie aux Jeux olympiques d'été de 1936
L'équipe de olympique de Lettonie participe aux Jeux olympiques d'été de 1936 à Berlin. Elle y remporte deux médailles : une en argent et une en bronze, se situant à la vingt-quatrième place des nations au tableau des médailles. Le tireur Haralds Marvē est le porte-drapeau d'une délégation lettone comptant 29 sportifs (29 hommes).

## Tous les médaillés lettons
| Médaille           | Nom               | Sport      | Épreuve                                     |
| ------------------ | ----------------- | ---------- | ------------------------------------------- |
| Médaille d'argent  | Edvīns Bietags    | Lutte      | Gréco-romaine : Poids mi-lourds, 79 - 87 kg |
| Médaille de bronze | Adalberts Bubenko | athlétisme | 50 km marche                                |